# Nadwzgórze

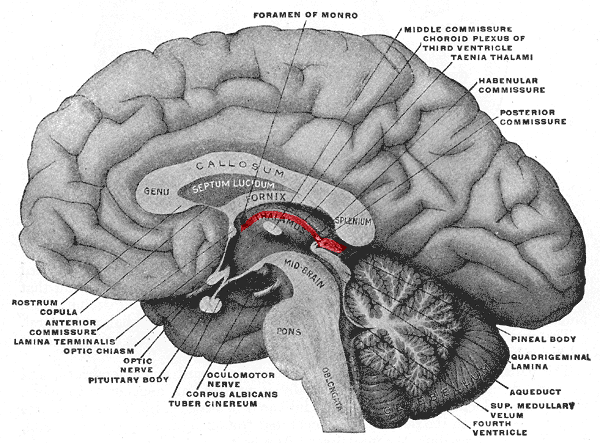
Mózgowie z zaznaczonym na czerwono nadwzgórzem

Nadwzgórze (łac. epithalamus) – w anatomii człowieka część międzymózgowia, leżąca w jego grzbietowej części.
Nadwzgórze składa się z:
- parzystego prążka rdzennego wzgórza,
- parzystej uzdeczki – zbudowana jest z włókien biegnących z jąder trójkąta uzdeczki do szyszynki i spoidła nadwzgórzowego.
- parzystego trójkąta uzdeczki – zawiera jądra uzdeczki: przyśrodkowe i boczne. Przypuszczalnie są one ośrodkiem czynności wegetatywnych, związanych z układem limbicznym i podwzgórzem (czynność gruczołów dokrewnych i termoregulacja).
- nieparzystego spoidła uzdeczek – łączy trójkąty uzdeczek.
- nieparzystej szyszynki
- nieparzystego spoidła tylnego, czyli nadwzgórzowego.